# Иловца
Иловца (словен. Ilovca) је насељено место у општини Војник, Савињска регија, Словенија.

## Историја
До територијалне реорганизације у Словенији била је у саставу старе општине Цеље.

## Становништво
У попису становништва из 2011. године, Иловца је имала 96 становника.
| Број становника према пописима | Број становника према пописима | Број становника према пописима |
| ------------------------------ | ------------------------------ | ------------------------------ |
| 1991                           | 2002                           | 2011                           |
| 111                            | 88                             | 96                             |

Напомена: Године 2000. смањено за део насеља из којег је, заједно са деловима издвојеним из насеља Рове и Франколово, настало ново самостално насеље Дедни врх при Војнику.